# 莫拉萊達海峽
莫拉萊達海峽（Canal Moraleda）是智利的海峽，把喬諾斯群島與智利大陸分隔，座標位置44°24′S 73°25′W / 44.400°S 73.417°W，從艾森港（Aisén Fjord）南面向東方和南方延伸成兩個分支，其中東支是主要分支。